# Кунейтра (контрольно-пропускной пункт)

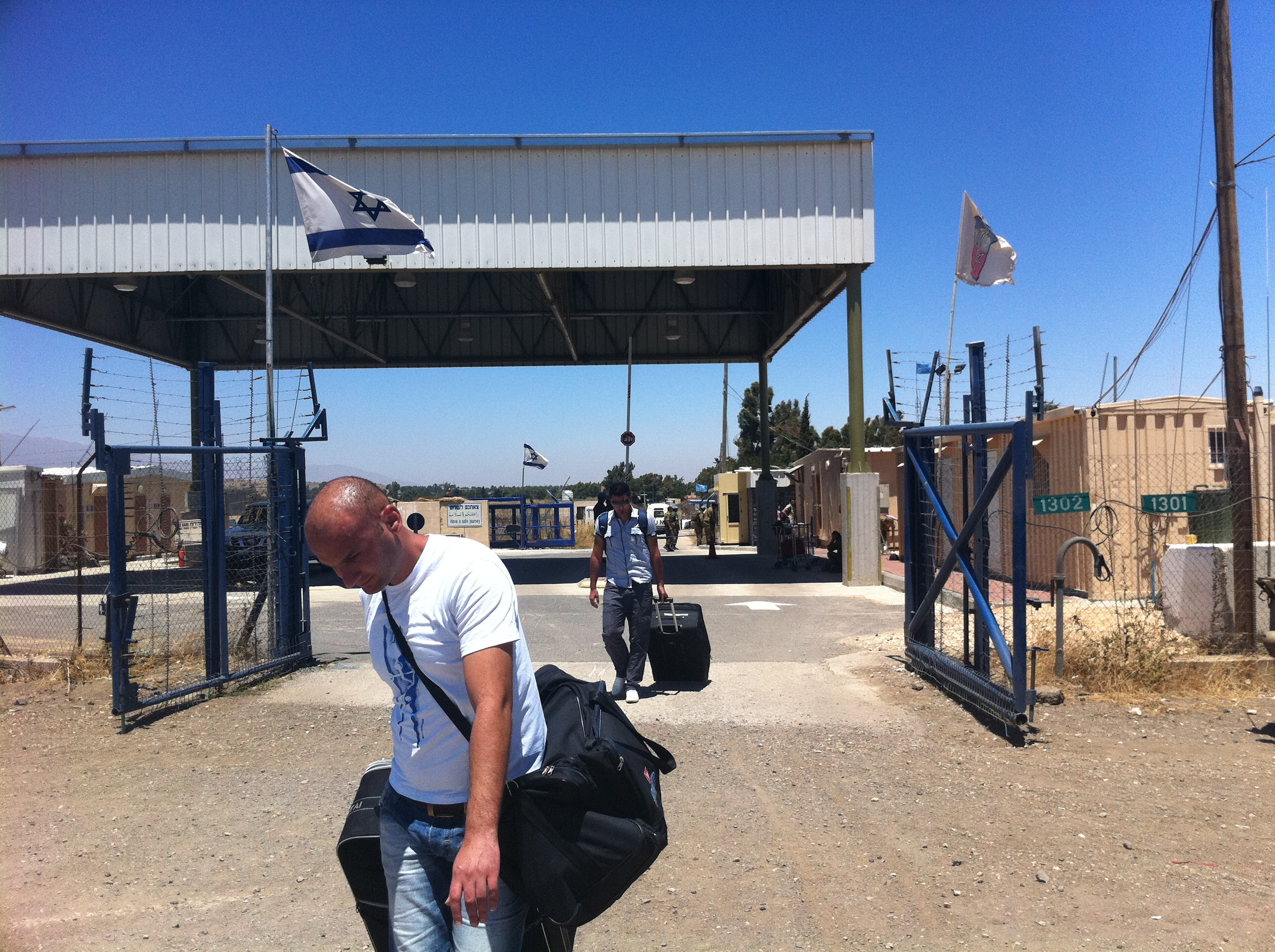
Друзские студенты на контрольно-пропускном пункте «Кунейтра»

Кунейтра (ивр. קוניטרה‎, араб. معبر القنيطرة‎) — пограничный контрольно-пропускной пункт на границе Израиля и Сирии, расположенный в восточной части Голанских высот.
КПП «Кунейтра» находится на юго-западе от города Кунейтра и недалеко от кибуца Эйн-Зиван на Голанских высотах. Израильским друзам, проживающим на израильской части Голанских высот разрешено пересекать контрольно-пропускной пункт, чтобы учиться или работать в Сирии. Контрольно-пропускной пункт также используется для передачи фруктов, выращенных фермерами-друзами под эгидой Красного Креста. Единственный защищённый блокпост вдоль линии прекращения огня между Израилем и Сирией находится на перекрёстке Кунейтра.

## История
Контрольно-пропускной пункта «Кунейтра» был открыт после Войны Судного дня в 1973 году. Силы Организации Объединённых Наций по наблюдению за разъединением (СООННР) создали свою штаб-квартиру около контрольно-пропускного пункта, так как для осуществления своей работы СООННР необходима возможность свободного перемещения между Израилем и Сирией.
С 2004 года друзы начали экспортировать яблоки из Израиля в Сирию через контрольно-пропускной пункт «Кунейтра». В 2010 году около 10 000 тонн яблок, выращенных друзами-фермерами на Голанских высотах, были отправлены в Сирию. В 2010 году израильское правительство санкционировало паломничество в Сирию группы из 300 друзских граждан Израиля, заинтересованных в посещении сирийских религиозных объектов. Группа танцоров из пяти друзских деревень на Голанских высотах отправилась в Алеппо через контрольно-пропускной пункт «Кунейтра», чтобы выступить на конкурсе национальных арабских танцев «Дабка». Друзы — граждане Израиля имеют право пересекать границу в Кунейтре для обучения в сирийских университетах или для вступления в брак. С 1993 года 67 сирийских невест пересекли контрольно-пропускной пункт «Кунейтра» на Голанские высоты, а 11 израильских невест с Голан пересекли контрольно-пропускной пункт «Кунейтра» на территорию Сирии.
Терминал обычно закрывается в 18:00, но может быть открыт в любое время при обращении с гуманитарными чрезвычайными ситуациями, такими например, как возврат в Израиль студента-друза, который тяжело заболел во время учёбы в Сирии.
6 июня 2013 года сирийская сторона контрольно-пропускного пункта была атакована сирийскими повстанцами и временно захвачена. Сирийские правительственные войска смогли быстро отбить контрольно-пропускной пункт. Во время боевых действий был убит филиппинский миротворец СООННР. В результате австрийское правительство объявило о выводе своих войск из миссии ООН в СООННР.

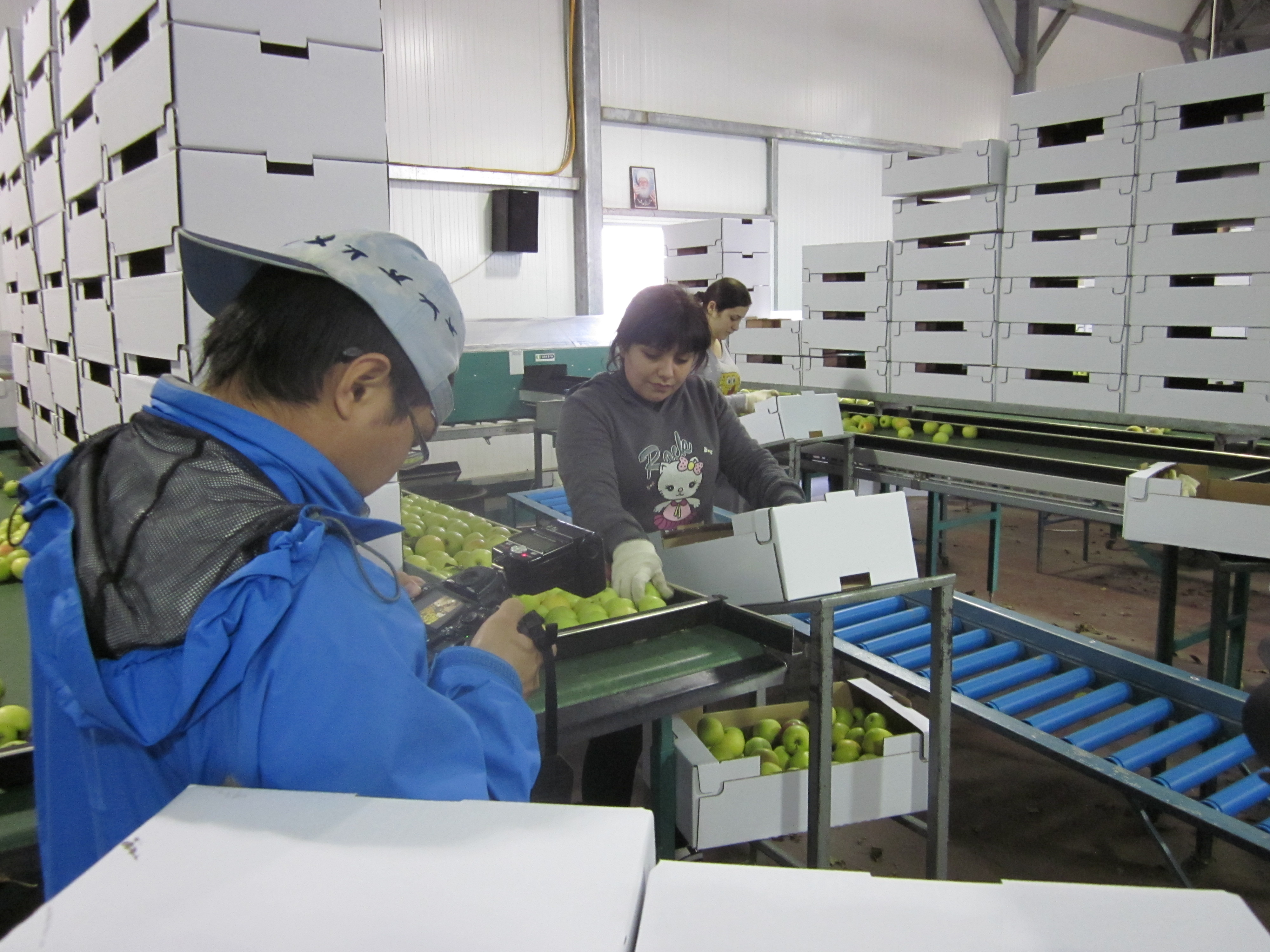
Экспорт яблок на КПП «Кунейтра»
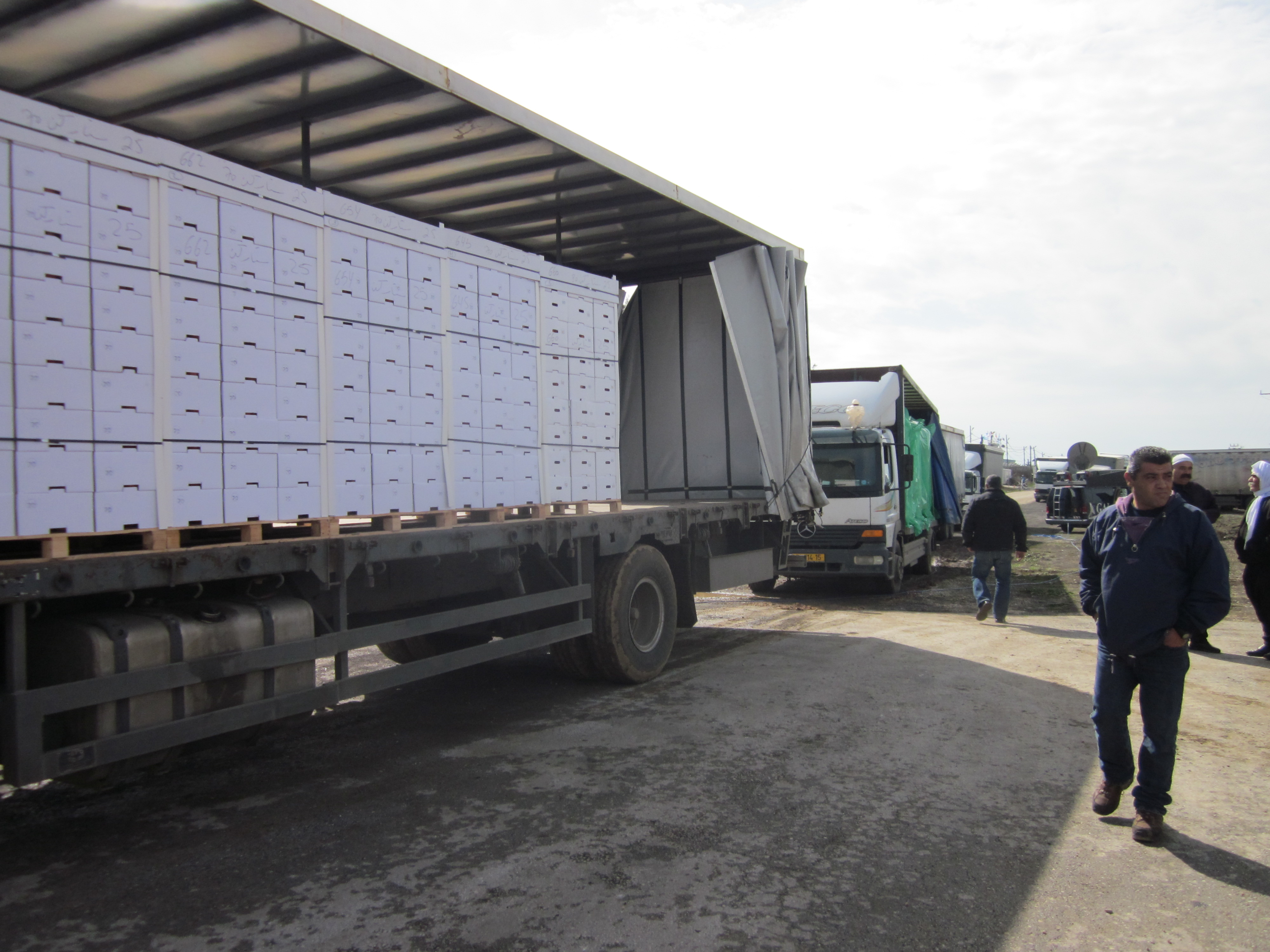
Грузовик с фруктами пересекает КПП «Кунейтра»